# Ritmo silábico
Em uma língua com ritmo silábico, cada sílaba é percebida como ocupando aproximadamente a mesma quantidade de tempo, embora a duração absoluta do tempo dependa da prosódia. Línguas silábicas tendem a dar às sílabas aproximadamente igual proeminência e geralmente não têm vogais reduzidas.
Francês, italiano, castelhano, romeno, português brasileiro, islandês, singlish, cantonês, mandarim, armênio, turco, galês e coreano são comumente citados como exemplos de línguas silábicas. Inicialmente, este tipo de ritmo foi metaforicamente chamado de "ritmo de metralhadora" porque cada unidade rítmica subjacente tem a mesma duração cronométrica, semelhante ao ruído transitório de uma bala de metralhadora.
Desde a década de 1950, cientistas da fala tentam mostrar a existência de durações silábicas iguais no sinal acústico da fala, sem sucesso. Pesquisas mais recentes afirmam que a duração dos intervalos consonantais e vocálicos é responsável pela percepção do tempo da sílaba.